# Leopoldovy Hamry
Leopoldovy Hamry (deutsch Leopoldshammer, auch Leopoldhammer) ist eine Grundsiedlungseinheit der Gemeinde Krajková in Tschechien. Das erloschene Dorf lag elf Kilometer nordwestlich von Sokolov am oberen Ende des Stausees Horka und gehört zum Okres Sokolov.

## Geographie
Leopoldovy Hamry befand sich an der Einmündung des Brennerbaches im Tal des Libocký potok (Leibitschbach). Nördlich erhebt sich die Vysoká paseka (Hoher Hau, 640 m. n.m.), im Nordosten der Bernovský vrch (658 m. n.m.), östlich die Březnice (Preßbühl, 662 m. n.m.), im Südosten der Eisenberg (615 m. n.m.), westlich der Spálený vrch (638 m. n.m.) und im Nordwesten der Ptačinek (Vogelherd, 679 m. n.m.) und die Bučina (655 m. n.m.). Die Wüstung wird vom Naturpark Leopoldovy Hamry umgeben, liegt aber nicht auf dessen Gebiet.
Umliegende Ortschaften waren Bernov (Bernau) im Norden, Libnov (Liebenau) im Nordosten, Hřebeny (Hartenberg) und Dolina (Loch) im Osten, Krajková (Gossengrün), Anenská Ves (Annadorf) und Květná (Plumberg) im Südosten, Kopanina (Frauenreuth) und Lesná (Wallhof) im Südwesten, Čižebná (Zweifelsreuth), Smrčí (Krondorf) und Svažec (Ehmet) im Westen sowie Opatov (Absroth) und Libocký Důl (Leibitschgrund) im Nordwesten.

## Geschichte
Die erste Erwähnung von Luphartzsgrun erfolgte im Hartenberger Lehensrevers vom 2. Januar 1350, als die Söhne des Albert I. von Hertenberg – Taut II. von Schönbrunn, Habard und Albrecht von Hertenberg – die Herrschaft Hartenberg von König Karl IV. als Lehn erhielten. Nachfolgende Besitzer der Herrschaft waren u. a. ab 1409 die Ritter Malerzík und ab 1467 die Grafen Schlik. 1486 wurde der Ort als Liebhartsgrün bezeichnet. In dem Dorf wurde ein Eisenhammer betrieben; das Erz wurde am Hohen Hau und Eisenberg abgebaut. Später erlosch das Dorf; übrig blieb der Hammer, der 1523 als Hamer Lippec rzeczeny und 1548 als Hamerem rzeczenym Lipec erwähnt wurde. Im Jahre 1597 erwarb Heinrich von Pisnitz die Herrschaft Hartenberg; er kaufte 1604 auch den Lippolds Hammer mit allem Zubehör für 3100 Taler von den Höfferischen. Der Name des alten Dorfes wurde auf den Hof über dem Tal übertragen; Johann Heinrich von Pisnitz stiftete den Meierhof Lipnitzgrün zu Beginn des 17. Jahrhunderts der Stadt Gossengrün als Spital. In den Kirchenbüchern von 1624 findet sich der Eintrag der Taufe eines im Hospital Lipnizgrün geborenen Kindes. 1643 wurde der Spitalhof als Hof Liepnietsgrün und 1720 als Littmitzgrün bezeichnet. Analog dazu wurde der Hammer 1686 Liepoltzhammer, später Litmitzhammer und im volkstümlichen Sprachgebrauch Lipatshoma genannt. 1694 wurde unterhalb des Hammers der neue Meierhof Liepoltzhammer und beim Hammerwerk eine neue Schmiedesiedlung mit Mühle und Schankstube angelegt. Im Hartenberger Urbar von 1697 ist die Siedlung noch als im Bau begriffen aufgeführt. Der Säuerling Saling (Slaný) wurde im 18. Jahrhundert in Trinkflaschen abgefüllt und an der Quelle wurde später ein kleines Badehaus angelegt. Der Name Leopoldhammer wurde später zu Ehren von Leopold Adolf von Pisnitz (1682–1760), der die Herrschaft Hartenberg 1692 geerbt hatte und 1711 übernahm, eingeführt.
Die Freiherren und späteren Grafen von Pisnitz hielten die Herrschaft bis zum Ende des 18. Jahrhunderts, seit Beginn des 19. Jahrhunderts gehörte sie den Grafen von Auersperg. Bachaufwärts – auf einem alten Hammerplatz an der Mündung des Ahornsbaches – ließen die Grafen von Auersperg eine Glashütte errichteten, die nach einer Gräfin den Namen Franziskahütte erhielt. Produziert wurden vor allem Brauchglas für die Mineralwerke von Johann David Starck sowie Flakons für den häuslichen Gebrauch. 1814 verpachtete die Herrschaft die Glashütte für 18 Jahre an Josef Moosburger. Die Straße von Zwodau über Gossengrün und Leopoldshammer nach Schönbach wurde auf Kosten der Herrschaft Hartenberg befestigt.
Im Jahre 1845 bestand das im Elbogener Kreis linksseitig des Leibitschbaches gelegene Dorf Leopoldshammer aus 15 Häusern mit 148 deutschsprachigen Einwohnern. Zum Ort gehörten ein herrschaftlicher Meierhof, ein dominikales Jägerhaus und zwei zweigängige Mühlen, davon eine mit Brettsäge. Abseits lag die herrschaftliche Glashütte mit 19 Beschäftigten, die inzwischen Tafelglas fertigte. Die Gebäude des anderen Meierhofes  – Lippnitzgrün bzw. Spitalhof – waren eingegangen. Beide Höfe waren verpachtet, die zum Leopoldshammerer Hof gehörige Schäferei aufgehoben und zu Wohnzwecken umgebaut.Leopoldshammer war Sitz eines herrschaftlichen Forstreviers; mit einer bewirtschafteten Fläche von 1727 Joch 1005 Quadratklafter war das Leopoldshammerer Revier das größte der vier Forstreviere der Herrschaft. Der Spitalwald des Hofes Lippnitzgrün war mit dem Prünleser Forstrevier vereinigt. Pfarrort war Gossengrün. Bis zur Mitte des 19. Jahrhunderts blieb Leopoldshammer der Herrschaft Hartenberg untertänig.
Nach der Aufhebung der Patrimonialherrschaften bildete Leopoldshammer / Leopoldovy Hamry ab 1850 einen Ortsteil der Stadtgemeinde Gossengrün im Gerichtsbezirk Falkenau. Im Jahre 1851 modernisierte der neue Pächter Heinrich Brandenburg die Franziskahütte und führte die Kohlefeuerung ein. Drei Jahre später erkaufte sich Brandenburg ein Privileg für die Erfindung eines mit Kohle, Holz oder Torf befeuerten Glasofens für die Herstellung sauberen Glases. Bei der Glashütte, die nun 36 Glasmacher beschäftigte, entstand eine Glasmacherschule. Bis 1856 bestand in Leopoldshammer eine Wanderschule ohne eigenen Lehrer; danach erfolgte der Schulunterricht mit Ausnahme der Glasarbeiterkinder, die in einer Winkelschule unterrichtet wurden, in Gossengrün oder Liebenau. Ab 1868 gehörte das Dorf zum Bezirk Falkenau. Im Jahre 1869 bestand Leopoldshammer aus 16 Häusern und hatte 202 Einwohner. In den 1870er Jahren lösten sich Leopoldshammer und Bernau von Gossengrün los und bildeten die Gemeinde Leopoldshammer, zu der außerdem die Glashütte und die Untere Hammermühle als Gemeindeteile gehörten. Die Glasfabrik Franziskahütte stellte 1883 ihren Betrieb ein. In diesem Zuge erfolgte auch die Schließung der Winkelschule und die Umschulung der Glasarbeiterkinder zur Volksschule Liebenau. Seit dem Ende des 19. Jahrhunderts wurde das bewaldete Leibitschtal zunehmend von Ausflüglern aufgesucht. Für diese wurde der Saling zu einer Trinkquelle hergerichtet, das Badehaus bestand weiterhin. Im Jahre 1900 hatte Leopoldshammer 126 Einwohner, 1910 waren es ebenso viele. Haupterwerbsquellen waren die Forstarbeit, die Spitzenklöppelei und etwas Landwirtschaft. Die Stadt Gossengrün errichtete 1910 an der Stelle der alten Schmiede in Leopoldshammer ein Elektrizitätswerk. Eine der Mühlen wurde zu einer Fabrik für Kindermusikinstrumente umgewandelt, die nach deren Markennamen Tutala volkstümlich die Tuta-Fabrik genannt wurde. Nach dem Ersten Weltkrieg zerfiel der Vielvölkerstaat Österreich-Ungarn, das Dorf wurde 1918 Teil der neu gebildeten Tschechoslowakischen Republik. Beim Zensus von 1921 lebten in den 53 Häusern der Gemeinde 296 Deutsche, davon 149 in Leopoldshammer (21 Häuser) und 147 in Bernau (32 Häuser). 1930 hatte die Gemeinde Leopoldshammer 308 Einwohner; im Dorf Leopoldshammer (24 Häuser) waren es 142 und in Bernau (31 Häuser) 166. Nach dem Münchner Abkommen wurde Leopoldshammer 1938 dem Deutschen Reich zugeschlagen und gehörte bis 1945 zum Landkreis Falkenau an der Eger. Nach der Aussiedlung der deutschen Bewohner im Jahre 1946 wurde das abgelegene Dorf nur schwach wiederbesiedelt. Im Jahre 1950 lebten in den 20 Häusern von Leopoldovy Hamry nur noch 37 Personen. Die Eingemeindung nach Krajková erfolgte 1953. Ein Großteil der verlassenen Häuser wurde in den 1950er Jahren abgebrochen. Für den Bau der Talsperre Horka wurde Leopoldovy Hamry ab 1964 ganz abgesiedelt. Im Jahre 1967 wurde das Dorf zerstört. Am 1. April 1980 wurde der Ortsteil Leopoldovy Hamry aufgehoben und dem Ortsteil Bernov zugeschlagen. Erhalten sind Grundmauern der Glashütte und einiger Häuser. Nach dem erloschenen Dorf ist heute der Naturpark Leopoldovy Hamry benannt.

## Ortsgliederung
Die Grundsiedlungseinheit Leopoldovy Hamry (Leopoldshammer) gehört zum Ortsteil Bernov (Bernau) der Gemeinde Krajková (Gossengrün).
Der Katastralbezirk Leopoldovy Hamry umfasst Bernov und Leopoldovy Hamry. Von den 1280 ha Fläche sind knapp 1100 ha Wald.

## Sehenswürdigkeiten
- Reste von Schächten und Stollen an der Vysoká paseka (Hoher Hau)